# Téo Andant
Téo Andant (Nizza, 21 luglio 1999) è un velocista francese con cittadinanza monegasca.

## Biografia
Si è messo in mostra agli europei under 23 di Tallinn 2021 vincendo l'oro nella staffetta 4×400 m, con El-Mir Reale, David Sombé e Ludovic Oucéni, realizzando il primato europeo under 23.
Ai mondiali di Budapest 2023 si è laureto vice campione iridato nella staffetta 4×400 m, con Ludvy Vaillant, Gilles Biron, David Sombé e Loïc Prévot. In finale ha realizzato il primato nazionale della disciplina grazie al tempo di 2'58"45.

## Palmarès
| Anno                        | Manifestazione                        | Sede              | Evento            | Risultato  | Prestazione | Note                                     |
| --------------------------- | ------------------------------------- | ----------------- | ----------------- | ---------- | ----------- | ---------------------------------------- |
| 2017                        | Europei U20                           | Grosseto          | 400 m piani       | Semifinale | 47"41       |                                          |
| 2017                        | Europei U20                           | Grosseto          | 4×400 m           | Argento    | 3'09"04     | Miglior prestazione personale            |
| 2018                        | Mondiali U20                          | Tampere           | 4×400 m           | 4º         | 3'06"65     | Miglior prestazione personale            |
| 2019                        | Europei U23                           | Gävle             | 4×400 m           | Bronzo     | 3'05"36     | Miglior prestazione personale            |
| 2021                        | Europei U23                           | Tallinn           | 4×400 m           | Oro        | 3'05"01     | Miglior prestazione personale            |
| 2022                        | Mondiali                              | Eugene            | 4×400 m           | 7º         | 3'01"35     | Miglior prestazione personale            |
| 2022                        | Europei                               | Monaco di Baviera | 4×400 m           | Bronzo     | 2'59"64     | Miglior prestazione personale            |
| 2023                        | Europei indoor                        | Istanbul          | 4×400 m           | Argento    | 3'06"52     | Miglior prestazione personale stagionale |
| 2023                        | Mondiali                              | Budapest          | 4×400 m           | Argento    | 2'58"45     | Record nazionale                         |
| 2023                        | Mondiali                              | Budapest          | 4×400 m mista     | 4º         | 3'12"99     |                                          |
| 2024                        | World Relays                          | Nassau            | 4×400 m           | Batteria   | dnf         |                                          |
| 2024                        | Europei                               | Roma              | 400 m piani       | Semifinale | 45"72       |                                          |
| 2024                        | Europei                               | Roma              | 4x400 m           | 4º         | 3'01"43     |                                          |
| 2024                        | Giochi olimpici                       | Parigi            | 4x400 m           | 9ª         | 3'07"30     |                                          |
| 2024                        | Giochi olimpici                       | Parigi            | 4×400 m mista     | Finale     | dq          |                                          |
| 2025                        | Europei indoor                        | Apeldoorn         | 400 m piani       | Batteria   | 46"32       |                                          |
| 2025                        | Europei indoor                        | Apeldoorn         | 4x400 m           | 5º         | 3'05"89     | Record nazionale                         |
| 2025                        | World Relays                          | Guangzhou         | 4x400 m mista     | Batteria   | 3'16"15     |                                          |
| In rappresentanza di Monaco |                                       |                   |                   |            |             |                                          |
| 2017                        | Giochi dei piccoli stati d'Europa     | Serravalle        | 400 m piani       | Oro        | 47"52       |                                          |
| 2017                        | Giochi dei piccoli stati d'Europa     | Serravalle        | 4×400 m           | Bronzo     | 3'15"46     |                                          |
| 2019                        | Giochi dei piccoli stati d'Europa     | Antivari          | 400 m piani       | Oro        | 48"01       |                                          |
| 2019                        | Giochi dei piccoli stati d'Europa     | Antivari          | 4×400 m           | Oro        | 3'14"45     |                                          |
| 2021                        | Campionati dei piccoli stati d'Europa | Serravalle        | 400 m piani       | Argento    | 47"42       |                                          |
| 2021                        | Campionati dei piccoli stati d'Europa | Serravalle        | Staffetta svedese | 4º         | 1'56"87     |                                          |
| 2022                        | Campionati dei piccoli stati d'Europa | Marsa             | 400 m piani       | Argento    | 46"91       |                                          |
| 2022                        | Campionati dei piccoli stati d'Europa | Marsa             | Staffetta svedese | Bronzo     | 1'55"86     |                                          |
| 2023                        | Giochi dei piccoli stati d'Europa     | Marsa             | 400 m piani       | Oro        | 45"81       |                                          |
| 2023                        | Giochi dei piccoli stati d'Europa     | Marsa             | 4×400 m           | Oro        | 3'12"42     |                                          |
| 2025                        | Giochi dei piccoli stati d'Europa     | Andorra La Vella  | 400 m piani       | Oro        | 45"91       |                                          |